# العلاقات البوليفية السورية
العلاقات البوليفية السورية هي العلاقات الثنائية التي تجمع بين بوليفيا وسوريا.

## مقارنة بين البلدين
هذه مقارنة عامة ومرجعية للدولتين:
| وجه المقارنة                                              | بوليفيا                                          | سوريا                    |
| --------------------------------------------------------- | ------------------------------------------------ | ------------------------ |
| المساحة (كم2)                                             | 1.10 مليون                                       | 185.18 ألف               |
| عدد السكان (نسمة)                                         | 11.05 مليون                                      | 18.27 مليون              |
| الكثافة السكانية (ن./كم²)                                 | 10.05                                            | 98.66                    |
| العاصمة                                                   | سوكري، لاباز                                     | دمشق                     |
| اللغة الرسمية                                             | اللغة الإسبانية، اللغة الأيمرية، كتشوا، غوارانية | اللغة العربية            |
| العملة                                                    | بوليفاريو بوليفي                                 | ليرة سورية               |
| الناتج المحلي الإجمالي (بليون دولار)                      | 37.51 مليار                                      | 60.20 مليار              |
| الناتج المحلي الإجمالي (تعادل القوة الشرائية) بليون دولار | 74.58 مليار                                      |                          |
| الناتج المحلي الإجمالي الاسمي للفرد دولار أمريكي          | 3.08 ألف                                         |                          |
| الناتج المحلي الإجمالي للفرد دولار أمريكي                 | 6.63 ألف                                         |                          |
| مؤشر التنمية البشرية                                      | 0.662                                            | 0.594                    |
| رمز المكالمات الدولي                                      | +591                                             | +963                     |
| رمز الإنترنت                                              | .bo                                              | .sy                      |
| المنطقة الزمنية                                           | 00                                               | ت ع م+02:00، ت ع م+03:00 |

## منظمات دولية مشتركة
يشترك البلدان في عضوية مجموعة من المنظمات الدولية، منها:
| علم المنظمة | اسم المنظمة                        | تاريخ انضمام بوليفيا | تاريخ انضمام سوريا |
| ----------- | ---------------------------------- | -------------------- | ------------------ |
|             | الاتحاد البريدي العالمي            | ?                    | ?                  |
|             | مؤسسة التنمية الدولية              | 21 يونيو 1961        | 28 يونيو 1962      |
|             | منظمة حظر الأسلحة الكيميائية       | ?                    | ?                  |
|             | الأمم المتحدة                      | 14 نوفمبر 1945       | 24 أكتوبر 1945     |
|             | وكالة ضمان الاستثمار متعدد الأطراف | 3 أكتوبر 1991        | 14 مايو 2002       |
|             | منظمة الشرطة الجنائية الدولية      | ?                    | ?                  |
|             | مؤسسة التمويل الدولية              | 20 يوليو 1956        | 28 يونيو 1962      |
|             | الاتحاد الدولي للاتصالات           | 1 يونيو 1907         | 12 يناير 1924      |
|             | البنك الدولي للإنشاء والتعمير      | 27 ديسمبر 1945       | 10 أبريل 1947      |
|             | يونسكو                             | 13 نوفمبر 1946       | 16 نوفمبر 1946     |

## وصلات خارجية
- موقع وزارة الخارجية البوليفية